# Ludford Parva
Ludford Parva var en civil parish fram till 1936 när den uppgick Ludford, i distriktet East Lindsey i Storbritannien. Den ligger i grevskapet Lincolnshire och riksdelen England, i den sydöstra delen av landet, 210 km norr om huvudstaden London. Ludford Parva ligger 124 meter över havet. Civil parish hade 205 invånare år 1931.
Terrängen runt Ludford Parva är platt. Runt Ludford Parva är det ganska tätbefolkat, med 75 invånare per kvadratkilometer. Närmaste större samhälle är Louth, 13,5 km öster om Ludford Parva. Trakten runt Ludford Parva består till största delen av jordbruksmark.